# 尖頂國家公園
平纳克尔斯国家公园（英語：Pinnacles National Park）位于美国加利福尼亚州中部薩利納斯谷以东，是美国在2013年成立的最新国家公园。公园地处索莱达以东约8公里，圣荷西东南约130公里（1.5小时车程）。 公园的地貌成形于侵蚀作用：一座原处于加州圣安德烈亚斯断层的死火山，在侵蚀作用的影响下逐渐往东迁移，并最终成为加州太平洋海岸山脉的一部分。美国国家公园管理局将公园的大部分地区标记为国家自然保护区。
公园整体被岩层划分为东西两部分，以步道相连。然而，公园两侧的入口之间并不存在道路连接。公园中部蔚为壮观的尖峰石阵常年吸引着大批攀岩者。此外，公园内的岩洞也非同寻常：至少13种不同种类的蝙蝠在其中定居。夏季的公园酷热难当，春秋两季是最适合游览的季节。公园是草原隼的主要栖息地；同时也是加州秃鹰的圈养孵化地。
平纳克尔斯國家紀念區由美国总统西奥多·罗斯福在1908年成立。2012年底，美国国会通过了将其升级为国家公园的提案，并由2013年1月10号起正式由巴拉克·奥巴马签署通过。